# Помощник-нотариус
Помощник-нотариус е юридическа професия и правна длъжност. Създадена е за първи път в България с приемането на Закона за нотариусите и нотариалната дейност (ЗННД) през 1997 г.
Помощник-нотариусът извършва нотариални удостоверявания и други нотариални действия, а също и справки, извлечения, консултации; борави с архива и печата на нотариуса; както и други действия, които със закон са възложени от държавата за извършване от нотариус. Извършените от помощник-нотариуса нотариални действия и удостоверявания, се считат за извършени от нотариуса и имат силата на достоверен, официален и публичен акт, до доказване на противното по съдебен ред.
Помощник-нотариусът е служител на нотариус, като отношенията помежду им се уреждат с договор. Нотариусът свободно избира своя помощник-нотариус, който действа под негово ръководство и указания – отношения, основаващи се на доверие и подчиненост. Нотариусът е длъжен да обучава и наставлява помощник-нотариуса, а последният дължи да изпълнява точно, съвестно и безпристрастно своите задължения, да спазва нотариалните принципи и процедури и да се подчинява на закона.
Доколкото липсват особени правила, за помощник-нотариуса се прилагат правилата за нотариус.
Помощник-нотариусът е несамоосигуряващо се лице, наета длъжност, въз основа на договорно правоотношение – несамостоятелна професия, за разлика от нотариуса.
Министърът на правосъдието издава Заповед за вписване на помощник-нотариуса в регистъра на Нотариалната камара.
Вписването на помощник-нотариус и встъпването му в длъжност, представлява сложен юридически състав, в рамките на изрична процедура, изчерпателно описана в Закона за нотариусите и нотариалната дейност. 
Помощник-нотариус се заличава от регистъра на Нотариалната камара с Решение на Съвета на нотариусите на Република България.  

## Класификация на длъжността
Длъжността помощник-нотариус е с код 2619-7003 по Националната класификация на професиите и длъжностите в Република България – 2011.

## Разграничаване от други нотариални длъжности
Административният секретар на кантората, юрисконсултът, нотариалният секретар, офис техническият сътрудник, архивистът, връчителят на книжа и документи (призовкарят), са длъжности, които са различни от тази на помощник-нотариуса. Последният може да изпълнява техните служебни задължения, но обратната хипотеза е невъзможна.

## Ограничения за длъжността
Всеки нотариус може да посочи само едно лице, което да се впише в Регистъра на Нотариалната камара, като негов помощник-нотариус.
Една нотариална кантора не може да разполага с двама и повече помощник-нотариуси. Това ограничение е въведено в ЗННД през 2003 г.
Помощник-нотариусът не може да удостоверява актове подлежащи на вписване (в Имотен регистър), а именно: актовете, с които се учредяват, прехвърлят, изменят или прекратяват вещни права върху недвижими имоти; актовете, с които се признава правото на собственост или ограничени вещни права върху недвижими имоти; актовете за нотариално завещание и за отмяна на нотариално завещание; актовете, с които се учредяват или заличават ипотеки, – освен ако помощник-нотариусът не е вписан, като помощник-нотариус по заместване – длъжност, отличаваща се от помощник-нотариуса.

## Видове помощник-нотариуси
Вторият вид помощник-нотариус е помощник-нотариусът по заместване. Той се вписва в Регистъра на Нотариалната камара за срок от две години, след положен изпит пред комисия. В компетенциите му попадат абсолютно всички действия, които законодателството предвижда да бъдат извършвани от нотариус. Тази правна хипотеза, се различава от заместването на нотариус от друг нотариус, от същия съдебен район.

## Помощник-нотариусът в Европа
В някои европейски държави, длъжността се нарича „асистент нотариус“ (Нидерландия), „заместник нотариус“, „нотариален съдружник“, „нотариален партньор“ (Франция) или „нотариален кандидат“ (Австрия).

## Стажант нотариус
Длъжността е премахната с изменението на ЗННД от 2003 г.